# Shamshiel
Shamshiel (in ebraico שִׁמשִׁיאֵל‎?, Šamšî'el, 'Sole di Dio', in greco: Σαμιήλ, Samiel), anche traslitterato Shamsiel, Samsape'el o Samsaweel, è una figura mitologica della tradizione religiosa giudaico-cristiana ed ebraica.

## Nella cultura religiosa

### Tradizione giudaico-cristiana
Nella tradizione giudaico-cristiana, Shamshiel era uno degli angeli vigilanti o grigori, in seguito caduto sulla Terra.
Secondo quanto riportato nel libro di Enoch, in particolare nel "libro dei Vigilanti" (Enoch I-XXXVI), Shamshiel fu uno dei venti angeli che, agli ordini di Semeyaza, guidarono i duecento angeli guardiani inviati da Dio a portare sulla Terra giustizia ed equità, ma che, invaghitisi delle figlie degli uomini, le concupirono, generando così la stirpe dei nefilim e diffondendo il male sulla Terra, fino a che Dio non provocò il diluvio universale. Gli angeli caduti fecero conoscere quindi agli uomini le scienze e la tecnica, mostrando loro come scrivere, navigare, coltivare le piante, fabbricare utensili, armi e cosmetici, ma anche la magia e l'arte divinatoria, insegnando loro a compiere incantesimi e a leggere le stelle. Shamshiel, in particolare, insegnò agli uomini i segni del Sole.
Prima di scendere sulla Terra, Shamshiel risiedeva nel IV cielo del Paradiso e qui era assegnato come guardiano del giardino dell'Eden.

### Tradizione ebraica
Nella tradizione ebraica, Shamshiel, principe del Paradiso, è invece l'angelo che accompagna Mosè nel suo viaggio nei cieli. Secondo lo Zohar egli ha sotto di sé 365 legioni di angeli e corona le preghiere degli uomini santi con la gloria di Dio, come gli angeli maggiori. Uno pseudoriferimento a Shamshiel è contenuto anche nell'Apocalisse ebraica di Enoch (XIV:4), laddove Metatron, quando indica i compiti degli angeli sovrani del mondo, cita "Shimshiel assegnato al giorno", tuttavia è stato notato che si tratta di una citazione equivoca e contraddittoria, sia perché letteralmente imprecisa, sia perché in contrasto con il primo libro di Enoch, in cui l'angelo del giorno è il caduto Yomiel (in ebraico ימאל‎?, 'Giorno di Dio').

## Nella cultura di massa
La figura di Shamshiel è abbastanza ricorrente nella cultura pop giapponese, ad esempio in opere di rilievo come la serie anime Neon Genesis Evangelion, dove l'angelo "Shamshel" ne è un dichiarato epigono, o come nel manga Fairy Tail, in cui il personaggio Angel può evocare l'angelo Shamshiel.
Un riferimento a Shamshiel è rappresentato dal personaggio Samchia della serie di libri fantasy The Fallen, dello scrittore statunitense Thomas E. Sniegoski.
Riferimenti a Shamshiel sono presenti anche in alcune storie del complesso Universo Marvel.